# Новохродивка
Новохродивка (укр. Новогродівка; рус. Новогродовка) је град у Покровском рејон, Доњецка област, Украјина. Служи као административни центар Новохродивске урбане заједнице. Налази се 45 километара од Доњецка и 7 километара од Селидова.
Град је имао 14,037 (2022) становника пре руске инвазије на Украјину, и око 1.500 након евакуације усред руске офанзиве да заузме то подручје. Руске снаге су град окупирале од 28. августа 2024.

## Историја
Насеље је основано 1939. године као Хродивка изградњом рудника угља. Насеље је било под окупацијом нацистичке Немачке од октобра 1941. до септембра 1943. током Другог светског рата.
Новохродивка је добила статус града и своје модерно име 1958.
Године 2020. Новохродивка је постала део Покровског рејона и административни центар новоформиране Новохродивске урбане заједнице.

### Руска инвазија на Украјину
Град је више пута био под руским ударима током руске инвазије на Украјину, узрокујући штету инфраструктури и цивилне жртве. У августу 2024. године, усред недавних руских напредовања у области у близини Новохродивке, војна управа Доњецке области наредила је евакуацију 744 деце и њихових породица из града.
Дана 16. августа, током Покровске офанзиве, Русија је наводно покушавала да нападне град. До 19. августа становништво се наводно смањило на 1.500. Руске снаге су 22. августа ушле у град са истока. До 27. августа, руске снаге су заузеле скоро цео град, а до 28. августа се по многима извештавало да су га у потпуности заузеле.

## Демографија
Према попису становништва у Украјини 2001:
Етничка припадност
- Украјинци: 61,8%
- Руси: 33,9%
- Белоруси: 1,6%
- Татари: 0,7%

Матерњи језик
- руски: 69,20%
- украјински: 29,84%
- белоруски: 0,11%
- јерменски: 0,03%
- молдавски: 0,03%
- пољски: 0,02%